# Aniane
Aniane is een gemeente in het Franse departement Hérault (regio Occitanie). Aniane telde op 1 januari 2022 2.956 inwoners, die Anianais worden genoemd. De plaats maakt deel uit van het arrondissement Lodève.

## Geografie
De oppervlakte van Aniane bedroeg op 1 januari 2022 30,34 vierkante kilometer; de bevolkingsdichtheid was toen 97,4 inwoners per km².

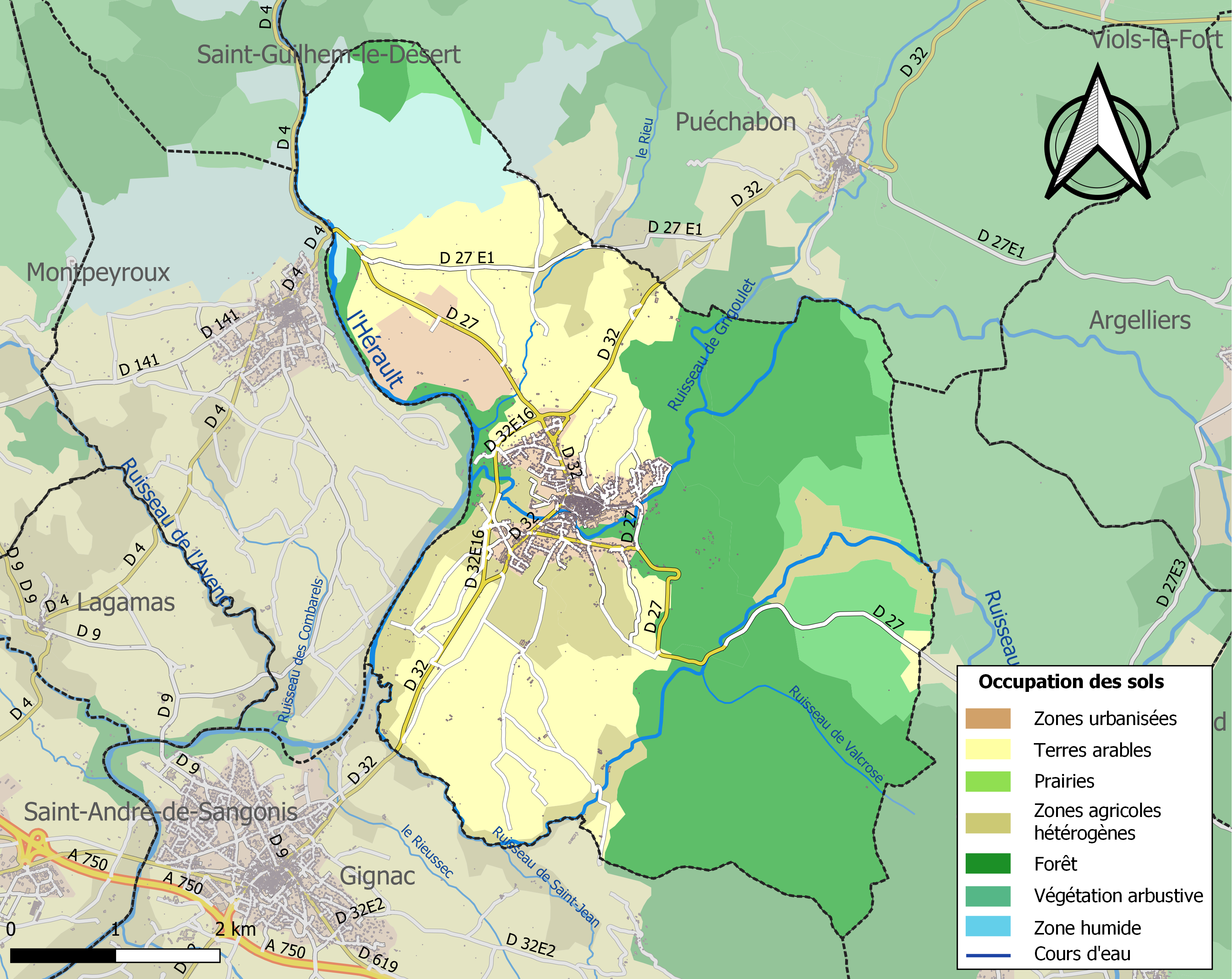
Kaart van de gemeente met belangrijkste infrastructuur, bodemgebruik en omliggende gemeenten

## Demografie
Onderstaande figuur toont het verloop van het inwonertal (bron: INSEE-tellingen).